# Ernie Brandts
Ernestus Wilhelmus Johannes Brandts, detto Ernie (Nieuw-Dijk, 3 febbraio 1956), è un allenatore di calcio ed ex calciatore olandese, tecnico dell'Eindhoven.

## Carriera

### Giocatore

#### Club
Dopo avere militato con la formazione giovanile dello Sprinkhanen, nella sua cittadina di Nieuw-Dijk, nel 1974 esordì come professionista nella prima divisione olandese con il De Graafschap di Doetinchem, dove rimase fino al 1977, quando venne ingaggiato dal PSV. A Eindhoven Brandts giocò 9 campionati olandesi, conquistando 2 titoli nazionali, e nel 1978 una Coppa UEFA, vinta contro la squadra corsa del Bastia.
Nel 1986 si trasferì al Roda, e dopo una parentesi nelle formazioni belga del MVV e olandese del Germinal Ekeren, ritornò alle origini con il De Graafschap, con il quale si ritirò dall'attività agonistica nel 1992.

#### Nazionale
Il debutto nella nazionale dei Paesi Bassi avvenne il 5 ottobre 1977 a Rotterdam, in occasione dell'incontro amichevole contro l'Unione Sovietica terminato 0-0, in sostituzione del titolare Ruud Krol al 63' minuto. L'allenatore Ernst Happel credette nelle sue possibilità, e l'anno successivo lo selezionò tra i convocati per il campionato del mondo 1978 in Argentina: Brandts vi giocò tutti gli incontri della seconda fase a gruppi, tra i quali la decisiva sfida vinta 2-1 contro l'Italia – dove con un suo gol da più di venti metri nel secondo tempo, pareggiò la sua stessa autorete nel primo – e la successiva finale persa ai tempi supplementari contro i padroni di casa dell'Argentina.
Complessivamente vestì la maglia della nazionale per 28 volte, segnando 5 reti, tra il 1977 e il 1985.

### Allenatore
Dopo il ritiro, per oltre un decennio svolse l'attività di allenatore in seconda nel PSV, assistendo i titolari Dick Advocaat, Bobby Robson ed Eric Gerets. Nel 2005 venne quindi ingaggiato dal Volendam, iniziando da allora la carriera di tecnico di prime squadre.

## Palmarès

### Giocatore

#### Club

##### Competizioni nazionali
- Campionato olandese: 2

PSV: 1977-1978, 1985-1986

##### Competizioni internazionali
- Coppa UEFA: 1

PSV: 1977-1978